# Heinrich Dähling
Heinrich Anton Dähling (né le 19 janvier 1773, mort le 10 septembre 1850) est un peintre allemand de genre et de scènes historiques.

## Biographie
Né à Hanovre, il se rend à Berlin en 1794, où il est engagé en tant que peintre de miniatures et professeur de dessin. En 1802, il visite Paris et les Pays-Bas et s'initie à la peinture à l'huile. De 1811 à sa mort, il est membre de l'Académie des arts de Berlin, et il y enseigne à partir de 1814. Il meurt à Potsdam en 1850.

## Galerie

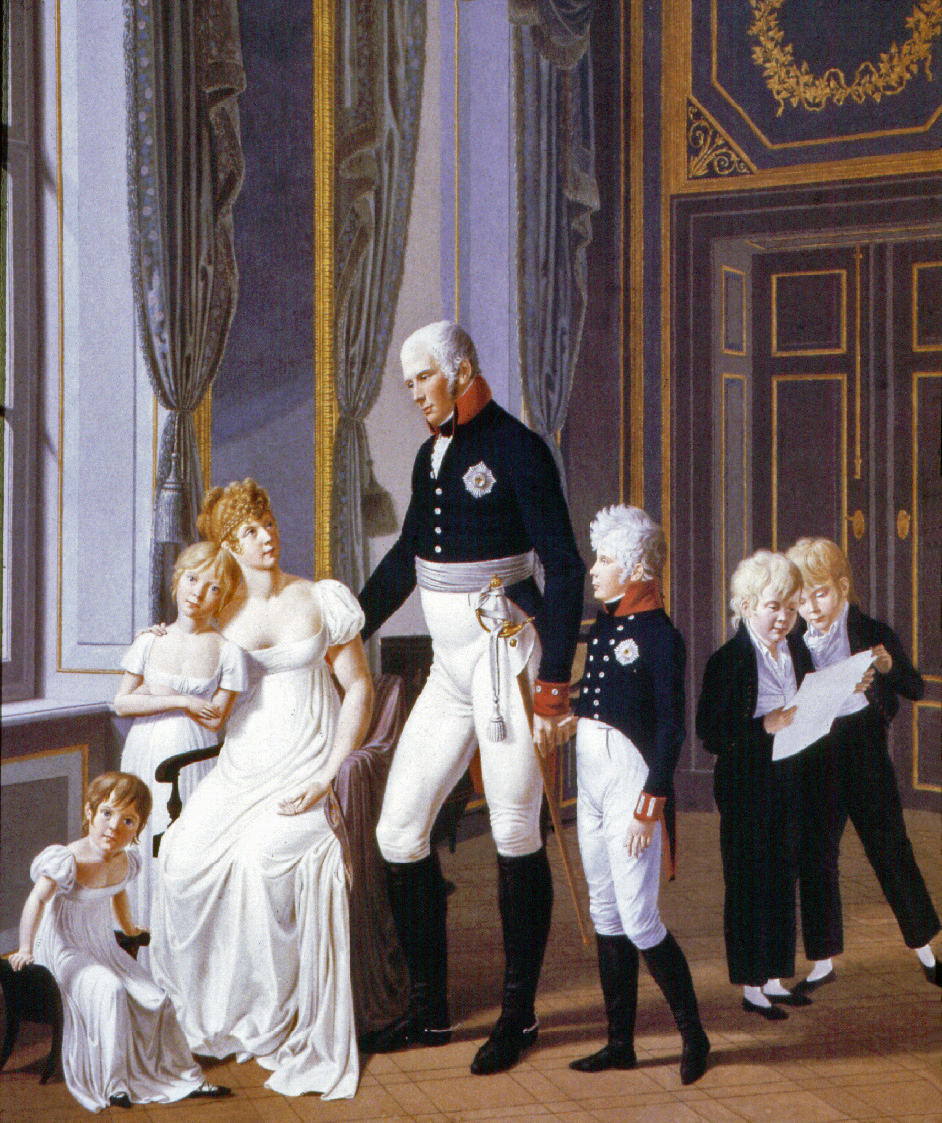
Friedrich Wilhelm III et sa famille (1806)
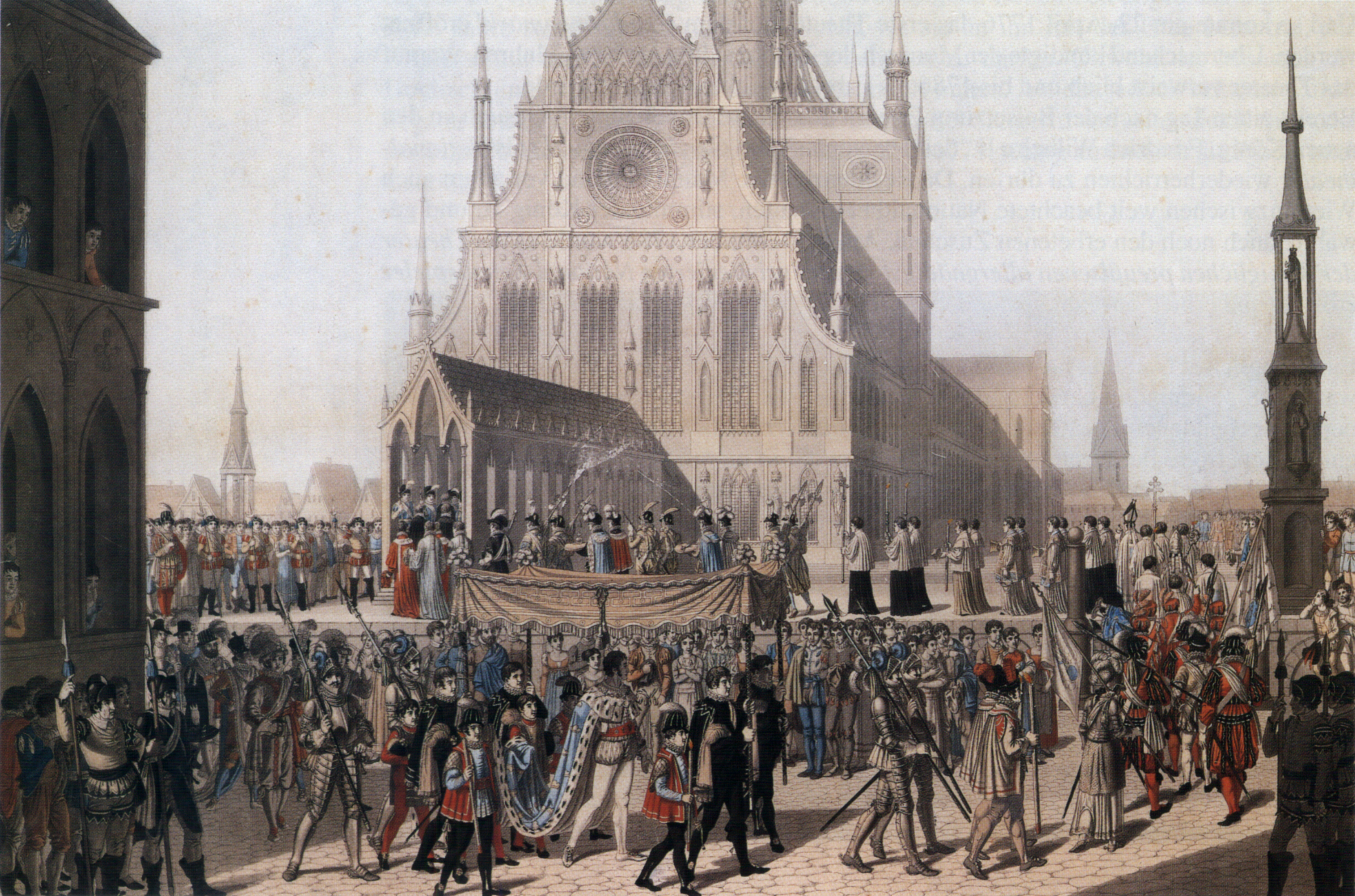
(1806)
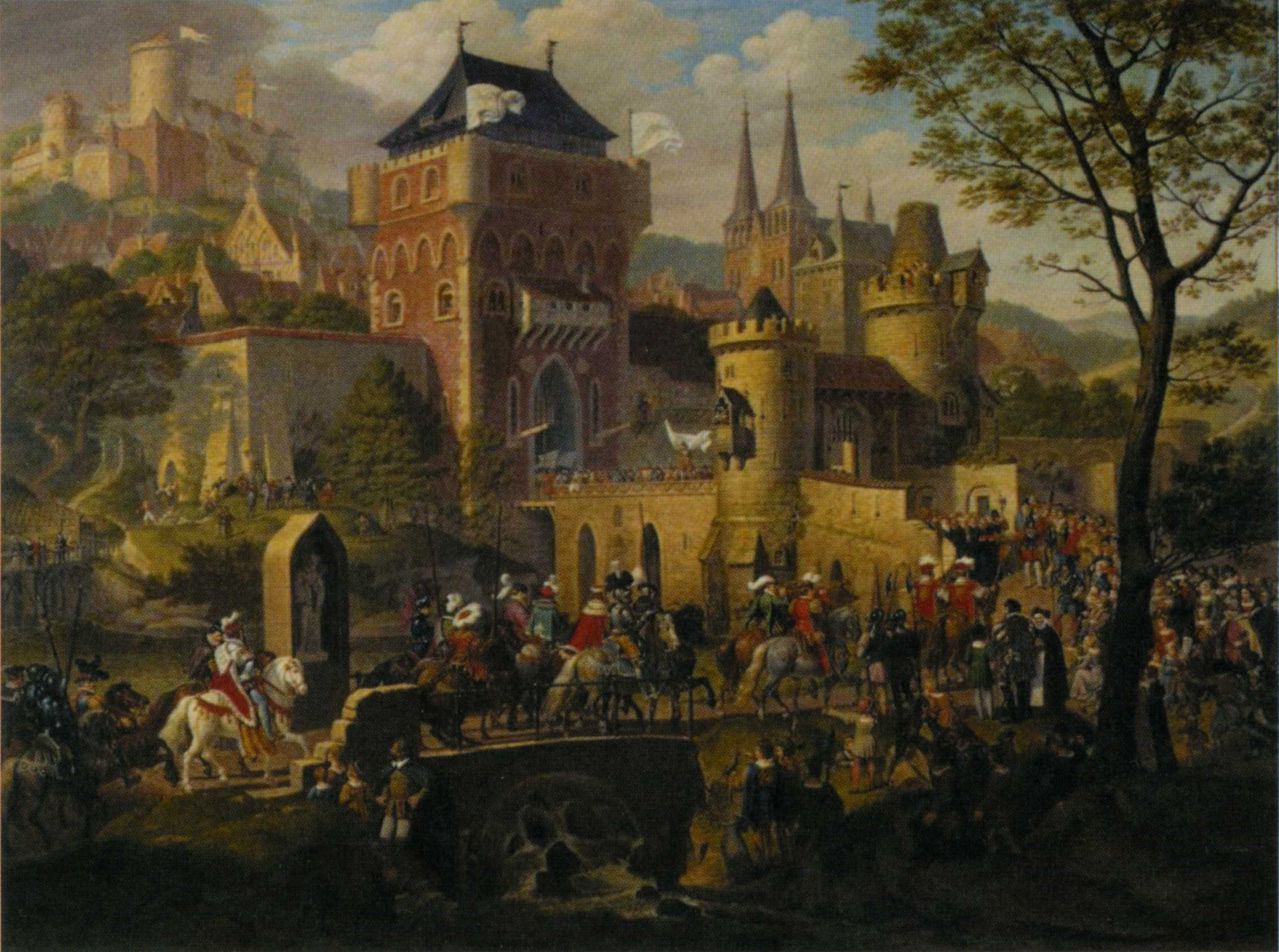
(1822)
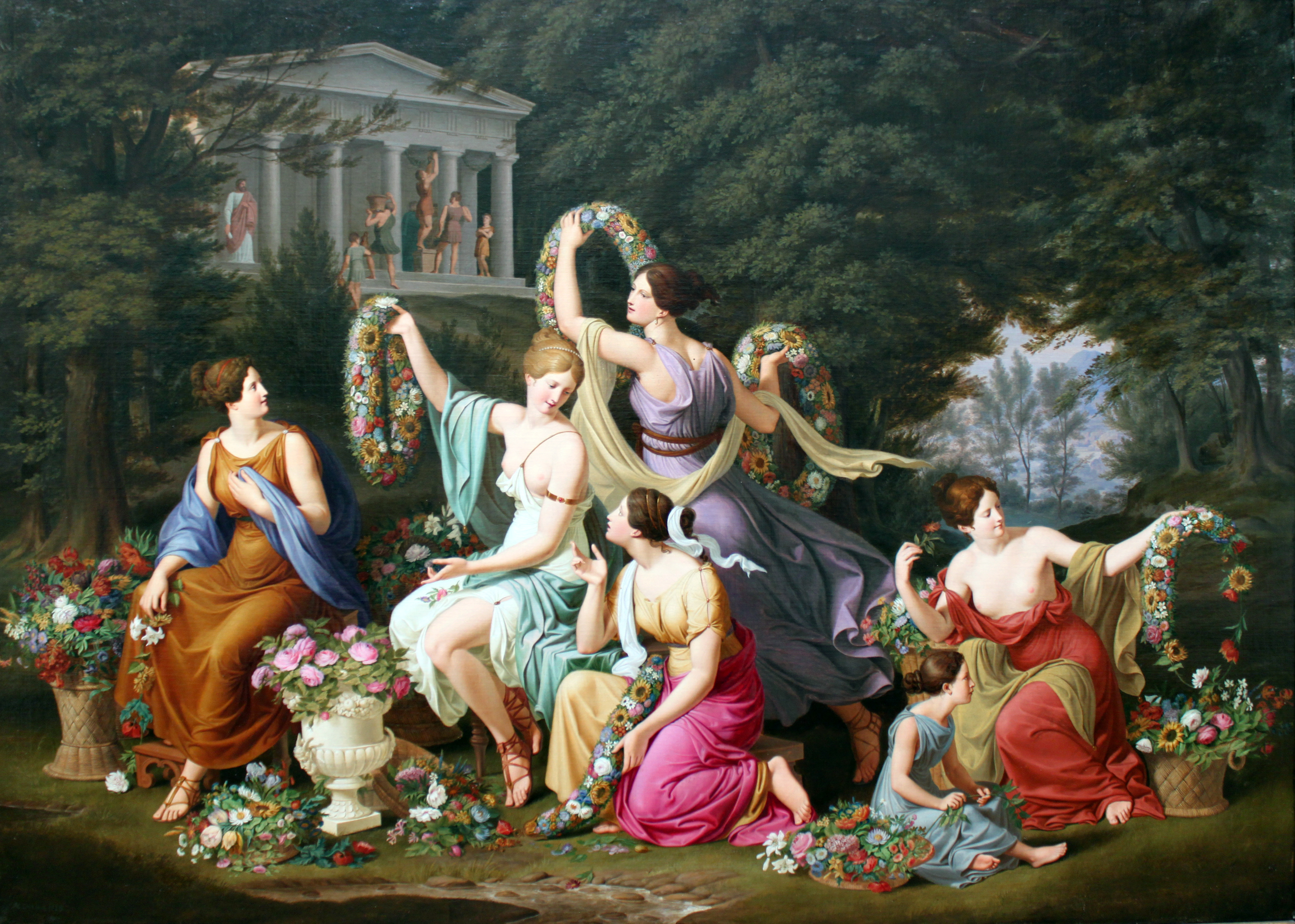
(1828)